# 系统分析员
系统分析師（System Analyst，簡稱SA（SAn），旧譯系統分析员），是在信息系统研发中，负责通过需求分析确认系统的需求，并进而形成系统产品设计的人。 通常他们也会涉及可行性評估、项目管理、开发前评估、需求验证等工作。
虽然在软件系统、硬件系统研发中都有系统分析师存在，但普遍多指软件开发中的人员。
在中国大陆，工业和信息化部的“计算机技术与软件专业资格水平”认证中，系统分析师也是最高一级的认证，（旧称系统分析员），是高级职称之一，以下分别是软件设计师、程序员等。

## 要求
系统分析師在軟體開發團隊中，屬於中高階的基層管理者與領導者。他們在專業領域中，除了需要掌握软件开发流程(SDLC)、软件开发方法论、质量控制等等管理知識以外，在軟體開發的基層工作上，最好也能有相當程度的歷練。在人格特質方面，需擁有良好的分析、組織及邏輯思考能力，有時更需要有隨時接受未知事物挑戰的勇氣；而在重視團隊精神的軟體開發工作中，他們也必須具備優秀的溝通協調能力，並擁有良好的人際關係。

## 工作
系统分析员的實際工作內容，會因為公司制度、專案規模等因素而有所不同，但仍可歸納出幾個大方向：
1. 使用者訪談、需求分析
2. 專案可行性評估
3. 專案時程安排
4. 專案進度控管、監督
5. 書面文件撰寫：客戶訪談記錄、需求分析報告、系統規格書、系統測試報告

在中国大陆的计算机资格与水平认证中，最高一级的认证称为系统分析员，以下分别是高级程序员、程序员、初级程序员。
系統分析员的工作內容，依階段劃分大致可分為下述幾個階段：
1. 系統分析：分析現行系統：確定系統的功能需求；確定系統的資源：保護及績效需求，發展系統架構確定使用單位將面臨的環境及組織變遷。
2. 初步設計：劃分作業子系統。擬定子系統的輸入、輸出、介面及作業處理流程：子系統人工作業規格：邏輯資料庫設計：開列系統軟、硬體規格。
3. 細步設計：設計實體資料庫：設計人工作業程序；設計文件表格及輸出、入格式；擬訂程式規格及組步流程：確定公用常式與共用程式。
4. 系統測試：根據分析階段所訂定的各種功能。加以測試，錯誤資料收集與分析。
5. 資料轉換：整理及彙編文件。指派工作人員及進行訓練。進行資料轉換。
6. 系統維護：更正系統內潛伏的錯誤：因適應環境的改變而做適度的調整。